# Fungnästjärnen
Fungnästjärnen är en sjö i Norsjö kommun i Västerbotten och ingår i Skellefteälvens huvudavrinningsområde. Sjön har en area på 0,0716 kvadratkilometer och ligger 286,1 meter över havet.

## Delavrinningsområde
Fungnästjärnen ingår i det delavrinningsområde (719412-170428) som SMHI kallar för Utloppet av Röjnoret. Medelhöjden är 268 meter över havet och ytan är 2,52 kvadratkilometer. Räknas de 3 avrinningsområdena uppströms in blir den ackumulerade arean 12,28 kvadratkilometer. Kvarnbäcken som avvattnar avrinningsområdet har biflödesordning 3, vilket innebär att vattnet flödar genom totalt 3 vattendrag innan det når havet efter 108 kilometer. Avrinningsområdet består mestadels av skog (82 procent). Avrinningsområdet har 1,22 kvadratkilometer vattenytor vilket ger det en sjöprocent på 12,4 procent.